# Ricardo Puccetti
Ricardo Puccetti (Campinas, 11 de outubro de 1964), é um ator, palhaço, pesquisador e diretor teatral brasileiro. Integrante do LUME Teatro, vinculado à Universidade Estadual de Campinas (Unicamp), desenvolve pesquisas sobre a atuação cômica e o uso do corpo na performance teatral.

## Biografia
Puccetti ingressou no LUME Teatro em 1988, colaborando no desenvolvimento das pesquisas do grupo ao lado de Luís Otávio Burnier e Carlos Simioni. Desde então, tem participado da criação de espetáculos, além de ministrar oficinas e cursos voltados à formação de atores e palhaços.

## Pesquisa e metodologia
Sua pesquisa abrange o estudo do corpo cômico no teatro e a sistematização de técnicas voltadas para a construção da cena, com ênfase na palhaçaria. Entre 1988 e 1995, sob orientação de Burnier, trabalhou com abordagens relacionadas à antropologia teatral e cultura brasileira, explorando técnicas corporais e vocais para atores.
Além disso, desenvolveu métodos de atuação em espaços não convencionais, especialmente no teatro de rua, contribuindo para a estruturação de cursos e espetáculos voltados a esse tipo de performance.

## Atuação e direção
Puccetti atua em diversos espetáculos do LUME Teatro, incluindo:
- Cnossos (desde 1995), dirigido por Luís Otávio Burnier;[8]
- Cravo, Lírio e Rosa (desde 1996), em parceria com Carlos Simioni;[9][10]
- La Scarpetta - Spettacolo Artístico (desde 1997), dirigido pelo palhaço italiano Nani Colombaioni;[11]
- Kavka – Agarrado num Traço a Lápis (desde 2007), com direção de Naomi Silman;[12]
- Cabaré Efêmero (desde 2016), solo de palhaço de sua criação e atuação.[13]

Participou ainda de produções cinematográficas como A Estória da Figueira e Inquérito Policial nº 0521/09.

## Formação acadêmica
Puccetti é mestre em Artes da Cena pelo Instituto de Artes da Unicamp, onde desenvolveu pesquisa sobre pedagogia criativa na palhaçaria.